# IC 4640
IC 4640 ist eine Balken-Spiralgalaxie vom Hubble-Typ SBcd im Sternbild Paradiesvogel am Südsternhimmel. Sie ist schätzungsweise 210 Millionen Lichtjahre von der Milchstraße entfernt.
Das Objekt wurde am 17. August 1900 von DeLisle Stewart entdeckt.